# El Moustapha Diaw
El Moustapha Diaw (ur. 31 grudnia 1996 w Sebkha, Nawakszut) – mauretański piłkarz grający na pozycji prawego obrońcy. Od 2021 jest zawodnikiem klubu Manama Club.

## Kariera klubowa
Swoją karierę piłkarską Diaw rozpoczął w klubie ASAC Concorde. W 2013 roku zadebiutował w jego barwach w pierwszej lidze mauretańskiej. W debiutanckim sezonie został z nim wicemistrzem kraju. W 2016 odszedł do omańskiego Fanja SC. W sezonie 2015/2016 został z nim mistrzem Omanu, a latem 2016 wrócił do ASAC Concorde, który również sięgnął po tytuł mistrzowski.
W sezonie 2017/2018 Diaw grał w FC Tevragh-Zeina, a w sezonie 2018/2019 w Nouakchott Kings. W 2019 grał w białoruskim Dniaprze Mohylew. W sezonie 2020/2021 był zawodnikiem FC Nouadhibou, z którym został mistrzem Mauretanii. W 2021 przeszedł do bahrajńskiego Manama Club.

## Kariera reprezentacyjna
W reprezentacji Mauretanii Diaw zadebiutował 27 marca 2015 w przegranym 0:1 towarzyskim meczu z Gambią. W 2019 roku został powołany do kadry na Puchar Narodów Afryki 2019. Na tym turnieju był podstawowym zawodnikiem i rozegrał trzy mecze grupowe: z Mali (1:4), z Angolą (0:0) i z Tunezją (0:0). W kadrze narodowej od 2015 do 2021 wystąpił 48 razy.